# Phragmatobia marsicana
Phragmatobia marsicana är en fjärilsart som beskrevs av Franz Dannehl 1929. Phragmatobia marsicana ingår i släktet Phragmatobia och familjen björnspinnare. Inga underarter finns listade i Catalogue of Life.